# Kasni srednji vek
Kasni srednji vek ili kasni srednjevekovni period je period evropske istorije koji obično obuhvata 14. i 15. vek (c. 1301–1500). Kasni srednji vek usledio je nakon razvijenog srednjeg veka i prethodio je ranom modernom dobu (i, u većem delu Evrope, renesansi).
Oko 1300. godine, vekovi blagostanja i rasta u Evropi privedeni su svom kraju. Niz gladi i pošasti, uključujući veliku glad 1315—1317 i crnu smrt, smanjile su populaciju na oko polovinu one pre tih nesreća. Zajedno sa padom u brojnosti populacije došli su i društveni nemiri i endemsko ratovanje. Francuska i Engleska prošle su kroz ozbiljne seljačke bune, kao što su žakerija i seljački ustanak u Engleskoj, kao i preko veka naizmeničnih sukoba u sklopu Stogodišnjeg rata. Nadovezujući se na mnoge probleme tog perioda, Katolička Crkva je bila slomljena Zapadnim raskolom. Ti se događaji svi zajedno nekada nazivaju krizom kasnog srednjeg veka.
Uprkos tim krizama 14. vek je takođe bio vreme velikog napretka u umetnosti i nauci. Nakon obnovljenog interesovanja za grčke i rimske tekstove koje se ukorenilo u razvijenom srednjem veku, započela je italijanska renesansa. Zadubljenost u latinske tekstove počela je pre renesanse 12. veka kroz kontakt sa Arapima tokom krstaških ratova, ali je dostupnost važnih grčkih tekstova povećana sa zauzimanjem Carigrada od strane Osmanlija, kada su mnogi vizantijski učenjaci morali da prebegnu na Zapad, pre svega u Italiju.
Zajedno sa tim prilivom klasičnih ideja došao je izum štamparstva, koji je podupro širenje štampane reči i demokratiziranog učenja. Te dve stvari kasnije su dovele do protestantske reformacije. Pri kraju tog perioda nastupilo je doba otkrića. Uspon Osmanskog carstva, koji je kulminirao padom Carigrada 1453. godine, razorio je poslednje ostatke Vizantijskog carstva i omogućio trgovinu sa istokom. Evropljani su bili prisiljeni da traže nove trgovinske rute, što je dovelo do ekspedicije Kolumba do Amerika 1492. godine i Da Gaminog oplovljavanja Indije i Afrike 1498. godine. Njihova otkrića ojačala su ekonomiju i moć evropskih nacija.
Promene koje su proizišle iz tih događaja navele su mnoge naučnike da posmatraju taj period kao kraj srednjeg veka i početak novog veka i Evrope ranog modernog doba. Međutim, ta podela je donekle veštačka, budući da izučavanje antičkih izvora nikada nije bilo sasvim odsutno u evropskom društvu. Zbog toga je postojao razvojni kontinuitet između starog veka (preko klasične antike) i novog veka. Neki istoričari, naročito u Italiji, radije uopšte ne govore o kasnom srednjem veku, već ga radije vide kao prelaz sa razvijenog perioda srednjeg veka na renesansu i moderno doba.

## Istoriografija i periodizacija
Naziv „kasni srednji vek” odnosi se na jedan od tri perioda srednjeg veka, zajedno sa ranim i razvijenim srednjim vekom. Leonardo Bruni je bio prvi istoričar koji je koristio trodelnu periodizaciju u svom delu Istorija naroda Firence (1442). Flavio Biondo je koristio sličan okvir u delu Decenije istorije od opadanja Rimskog carstva (1439–1453). Trodelna periodizacija postala je standardna nakon što je nemački istoričar Kristof Keler objavio Univerzalnu istoriju podeljenu na stari, srednjevekovni i novi period (1683).
Za istoričare 18. veka koji su istraživali 14. i 15. vek, centralna tema je bila renesansa, sa svojim ponovnim otkrićem starog učenja i pojavom induvidualnog duha. Srce te obnove leži u Italiji, gde je, prema rečima Jakoba Burkhardta: „Čovek postao duhovna jedinka i prepoznao se kao takav”. Taj predlog kasnije je izazvan i tvrdilo se da je 12. vek bio period većeg kulturnog dostignuća.
Nakon što su se ekonomske i demografske metode počele primenjivati na istraživanje istorije, rastao je trend posmatranja kasnog srednjeg veka kao perioda recesije i krize. Belgijski istoričar Anri Piren nastavio je podelu ranog, razvijenog i kasnog srednjeg veka u godinama oko Prvog svetskog rata. Ipak, njegov je holandski kolega, Johan Huizinga, bio je prevashodno odgovorn za popularizovanje pesimističnog pogleda na kasni srednji vek, sa svojom knjigom Jesen srednjeg veka (1919). Za njega, čije istraživanje ima fokus na Francuskoj i Holandiji umesto Italije, očajanje i pad su bile glavne teme, a ne preporod.
Moderna istoriografija tog perioda postigla je konsenzus između ta dva ekstrema inovacije i krize. Sada se (obično) priznaje da su uslovi bili znatno drugačiji severno i južno od Alpa, a u italijanskoj istoriografiji „kasni srednji vek” se često sasvim izbegava. Naziv „renesansa” se još uvek smatra korisnim za opisivanje određenih intelektualnih, kulturnih ili umetničkih razvoja, ali ne kao određujuća osobina jedne čitave evropske istorijske epohe. Period od ranog 14. veka do 16. veka (a ponekad ga i uključujući) karakterišu drugi trendovi: demografski i ekonomski pad praćen obnovom, kraj zapadnog religijskog jedinstva i naknadna pojava nacionalne države i širenje evropskog uticaja u ostatku sveta.

## Literatura
- Michael Jones, ур. (2000). The New Cambridge Medieval History, vol. 6: c. 1300 - c. 1415. Cambridge: Cambridge University Press. ISBN 978-0-521-36290-0.
- Christopher Allmand, ур. (1998). The New Cambridge Medieval History, vol. 7: c. 1415 - c. 1500. Cambridge: Cambridge University Press. ISBN 978-0-521-38296-0.
- Thomas A. Brady, Jr.; Oberman, Heiko A.; Tracy, James D., ур. (1994). Handbook of European History, 1400–1600: Late Middle Ages, Renaissance and Reformation. Leiden, New York: E.J. Brill. ISBN 978-90-04-09762-9.
- Cantor, Norman (1994). The Civilization of the Middle Ages. New York: Harper Perennial. ISBN 978-0-06-017033-2.
- Hay, Denys (1988). Europe in the Fourteenth and Fifteenth Centuries (2nd изд.). London: Longman. ISBN 978-0-582-49179-3.
- Hollister, C. Warren (2005). Medieval Europe: A Short History (10th изд.). McGraw-Hill Higher Education. ISBN 978-0-07-295515-6.
- Holmes, George (2001). The Oxford History of Medieval Europe (New изд.). Oxford: Oxford University Press. ISBN 978-0-19-280133-3.
- Keen, Maurice (1991). The Penguin History of Medieval Europe (New изд.). London: Penguin Books. ISBN 978-0-14-013630-2.
- Le Goff, Jacques (2005). The Birth of Europe: 400-1500. WileyBlackwell. ISBN 978-0-631-22888-2.
- Waley, Daniel; Denley, Peter (2001). Later Medieval Europe: 1250-1520 (3rd изд.). London: Longman. ISBN 978-0-582-25831-0.
- Abulafia, David (1997). The Western Mediterranean Kingdoms: The Struggle for Dominion, 1200-1500. London: Longman. ISBN 978-0-582-07820-8.
- Duby, Georges (1993). France in the Middle Ages, 987-1460: From Hugh Capet to Joan of Arc (New изд.). WileyBlackwell. ISBN 978-0-631-18945-9.
- Fine, John V.A. (1994). The Late Medieval Balkans: A Critical Survey from the Late Twelfth Century to the Ottoman Conquest (Reprint изд.). Ann Arbor: University of Michigan Press. ISBN 978-0-472-08260-5.
- Jacob, E.F. (1961). The Fifteenth Century: 1399–1485. Oxford: Oxford University Press. ISBN 978-0-19-821714-5.
- McKisack, May (1959). The Fourteenth Century: 1307–1399. Oxford: Oxford University Press. ISBN 978-0-19-821712-1.
- Mango, Cyril (2002). The Oxford History of Byzantium. Oxford: Oxford University Press. ISBN 978-0-19-814098-6.
- Martin, Janet (2007). Medieval Russia, 980–1584 (2nd изд.). Cambridge: Cambridge University Press. ISBN 978-0-521-85916-5.
- Najemy, John M. (2004). Italy in the Age of the Renaissance: 1300-1550 (New изд.). Oxford: Oxford University Press. ISBN 978-0-19-870040-1.
- Petry, Carl F. (1998). The Cambridge History of Egypt, Volume 1. Cambridge: E.J. Brill. ISBN 9780521471374.
- Reilly, Bernard F. (2008). 978-1845115494. Cambridge: I. B. Tauris. ISBN 978-1845115494.
- Wandycz, Piotr (2001). The Price of Freedom: A History of East Central Europe from the Middle Ages to the Present (2nd изд.). London: Routledge. ISBN 978-0-415-25491-5.
- Behrens-Abouseif, Doris (1994). Cairo of the Mamluks: A History of Architecture and its Culture (Reprint изд.). Ann Arbor: University of Michigan Press. ISBN 978-0-472-08260-5.
- Chazan, Robert (2006). The Jews of Medieval Western Christendom: 1000-1500. Cambridge: Cambridge University Press. ISBN 978-0-521-61664-5.
- Herlihy, David (1985). Medieval Households. Cambridge, Massachusetts; London: Harvard University Press. ISBN 978-0-674-56375-9.
- Herlihy, David (1968). Medieval Culture and Society. London: Macmillan. ISBN 978-0-88133-747-1.
- Jordan, William Chester (1996). The Great Famine: Northern Europe in the Early Fourteenth Century. New Jersey: Princeton University Press. ISBN 978-0-691-01134-9.
- Klapisch-Zuber, Christiane (1994). A history of women in the West (New изд.). Cambridge, Mass.; London: Harvard University Press. ISBN 978-0-674-40368-0.
- Benedictow, Ole J. (2004). The Black Death 1346-1353: The Complete History. Woodbridge: Boydell Press. ISBN 978-0-85115-943-0.
- Herlihy, David (1997). The Black Death and the transformation of the West. Cambridge, Mass.; London: Harvard University Press. ISBN 978-0-7509-3202-8.
- Horrox, Rosemary (1994). The Black Death. Manchester: Manchester University Press. ISBN 978-0-7190-3497-8.
- Shillington, Kevin (2004). Encyclopedia of African History, Volume 1 (1st изд.). Taylor & Francis, Inc.: Cambridge University Press. ISBN 9781579582456.
- Ziegler, Philip (2003). The Black Death (New изд.). Sutton: Sutton Publishing Ltd. ISBN 978-0-7509-3202-8.
- Allmand, Christopher (1988). The Hundred Years War: England and France at War c.1300-c.1450. Cambridge: Cambridge University Press. ISBN 978-0-521-31923-2.
- Chase, Kenneth (2003). Firearms: A Global History to 1700. Cambridge: Cambridge University Press. ISBN 9780521822749.
- Contamine, Philippe (1984). War in the Middle Ages. Oxford: Blackwell. ISBN 978-0-631-13142-7.
- Curry, Anne (1993). The Hundred Years War. Basingstoke: Macmillan. ISBN 978-0-333-53175-4.
- Davis, Paul K. (2001). 100 Decisive Battles: From Ancient Times to the Present. Oxford: Oxford University Press. ISBN 978-0-19-514366-9.
- Keen, Maurice (1984). Chivalry. New Haven: Yale University Press. ISBN 978-0-300-03150-8.
- Verbruggen, J. F. (1997). The Art of Warfare in Western Europe during the Middle Ages: From the Eighth Century to 1340 (2nd изд.). Woodbridge: Boydell Press. ISBN 978-0-85115-630-9.
- Cipolla, Carlo M. (1993). Before the Industrial Revolution: European Society and Economy 1000–1700 (3rd изд.). London: Routledge. ISBN 978-0-415-09005-6.
- Cipolla, Carlo M. (1993). The Fontana Economic History of Europe, Volume 1: The Middle Ages (2nd изд.). New York: Fontana Books. ISBN 978-0-85527-159-6.
- Postan, M.M. (2002). Mediaeval Trade and Finance. Cambridge: Cambridge University Press. ISBN 978-0-521-52202-1.
- Pounds, N.J.P. (1994). An Economic History of Medieval Europe (2nd изд.). London and New York: Longman. ISBN 978-0-582-21599-3.
- Kenny, Anthony (1985). Wyclif. Oxford: Oxford University Press. ISBN 978-0-19-287647-8.
- MacCulloch, Diarmaid (2005). The Reformation. Penguin. ISBN 978-0-14-303538-1.
- Ozment, Steven E. (1980). The Age of Reform, 1250-1550: An Intellectual and Religious History of Late Medieval and Reformation Europe. New Haven and London: Yale University Press. ISBN 978-0-300-02477-7.
- Smith, John H. (1970). The Great Schism, 1378. London: Hamilton. ISBN 978-0-241-01520-9.
- Southern, R.W. (1970). Western society and the Church in the Middle Ages. Harmondsworth: Penguin Books. ISBN 978-0-14-020503-9.
- Brotton, Jerry (2006). The Renaissance: A Very Short Introduction. Oxford: Oxford University Press. ISBN 978-0-19-280163-0.
- Burke, Peter (1998). The European Renaissance: Centres and Peripheries (2nd изд.). Oxford: Blackwell. ISBN 978-0-631-19845-1.
- Curtius, Ernest Robert (1991). European Literature and the Latin Middle Ages (New изд.). New York: Princeton University Press. ISBN 978-0-691-01899-7.
- Grant, Edward (1996). The Foundations of Modern Science in the Middle Ages: Their Religious, Institutional, and Intellectual Contexts. Cambridge: Cambridge University Press. ISBN 978-0-521-56762-6.
- Snyder, James (2004). Northern Renaissance Art: Painting, Sculpture, the Graphic Arts from 1350 to 1575 (2nd изд.). Prentice Hall. ISBN 978-0-13-189564-5.
- Welch, Evelyn (2000). Art in Renaissance Italy, 1350-1500 (reprint изд.). Oxford: Oxford University Press. ISBN 978-0-19-284279-4.
- Wilson, David Fenwick (1990). Music of the Middle Ages. New York: Schirmer Books. ISBN 978-0-02-872951-0.

## Spoljašnje veze
- Originalni izvori
- Zbirka poveznica